# 西川王
西川王（せいせんおう、生年不詳 - 292年）は、高句麗の第13代の王（在位:270年 - 292年）。姓は高、諱は薬盧、または若友。西壌王ともいう。先代の中川王の第2子であり、255年に王太子に立てられ、270年10月に先王の死去により即位した。王后は西部大使者の明臨於漱の娘。

## 治世
280年10月に粛慎が侵攻してきて辺境の住民を殺害したので、群臣に諮って王弟の達賈を派遣して討伐させた。達賈は奇策を用いて粛慎の酋長を殺し、六百余家を扶余の南の烏川に移し、降伏してきた粛慎の部落六、七所を直接支配した。この功績により、達賈を安国君に封じ、内外の兵権を委ねるとともに梁貊・粛慎の諸部落を統治させた。
286年2月に王弟の逸友・素勃らが謀反を企てたので、王は彼らを国相にすると偽って招きいれ、力士を用いて捕らえさせて誅した。
在位23年にして292年に死去し、西川の原に埋葬され、西川王と諡された。